# Litvánia az 1996. évi nyári olimpiai játékokon
Litvánia az egyesült államokbeli Atlantában megrendezett 1996. évi nyári olimpiai játékok egyik részt vevő nemzete volt. Az országot az olimpián 14 sportágban 62 sportoló képviselte, akik összesen 1 érmet szereztek.

## Érmesek
| Érem  | Versenyző | Sportág    | Versenyszám |
| ----- | --- | ---------- | ----------- |
| Bronz | Nemzeti válogatott Artūras Karnišovas Arvydas Sabonis Darius Lukminas Eurelijus Žukauskas Gintaras Einikis Mindaugas Žukauskas Rimas Kurtinaitis Rytis Vaišvila Šarūnas Marčiulionis Saulius Štombergas Tomas Pačėsas Andrius Jurkūnas | Kosárlabda | Férfi       |

## Asztalitenisz
Női
| Versenyző         | Versenyszám | Csoportkör                                                                                           | Csoportkör | Nyolcaddöntő      | Negyeddöntő       | Elődöntő          | Döntő             | Helyezés |
| Versenyző         | Versenyszám | Ellenfél Eredmény                                                                                    | Hely.      | Ellenfél Eredmény | Ellenfél Eredmény | Ellenfél Eredmény | Ellenfél Eredmény | Helyezés |
| ----------------- | ----------- | --- | ---------- | ----------------- | ----------------- | ----------------- | ----------------- | -------- |
| Rūta Garkauskaitė | Egyes       | N csoport · Bettine Vriesekoop (NED) · 2:1 · Ambika Radhika (IND) · 2:0 · Otilia Bădescu (ROU) · 1:2 | 2.         | kiesett           | kiesett           | kiesett           | kiesett           | 17.      |

## Atlétika
Férfi
| Versenyző          | Versenyszám     | Eredmény      | Helyezés      |
| ------------------ | --------------- | ------------- | ------------- |
| Pavelas Fedorenka  | Maraton         | 2:25:41       | 70.           |
| Česlovas Kundrotas | Maraton         | nem ért célba | nem ért célba |
| Dainius Virbickas  | Maraton         | nem ért célba | nem ért célba |
| Valdas Kazlauskas  | 20 km gyaloglás | 1:28:33       | 44.           |
| Daugvinas Zujus    | 50 km gyaloglás | 4:23:35       | 35.           |

| Versenyző         | Versenyszám   | Selejtező | Selejtező | Döntő    | Döntő    |
| Versenyző         | Versenyszám   | Eredmény  | Helyezés  | Eredmény | Helyezés |
| ----------------- | ------------- | --------- | --------- | -------- | -------- |
| Audrius Raizgys   | Hármasugrás   | 16,38 m   | 23.       | kiesett  | kiesett  |
| Saulius Kleiza    | Súlylökés     | 18,21 m   | 30.       | kiesett  | kiesett  |
| Virgilijus Alekna | Diszkoszvetés | 64,50 m   | 2.        | 65,30 m  | 5.       |
| Vaclavas Kidykas  | Diszkoszvetés | 62,74 m   | 7.        | 62,78 m  | 8.       |

Női
| Versenyző             | Versenyszám     | Eredmény | Helyezés |
| --------------------- | --------------- | -------- | -------- |
| Stefanija Statkuvienė | Maraton         | 2:39:51  | 40.      |
| Sonata Milušauskaitė  | 10 km gyaloglás | 48:05    | 37.      |

| Versenyző                  | Versenyszám   | Selejtező | Selejtező | Döntő    | Döntő    |
| Versenyző                  | Versenyszám   | Eredmény  | Helyezés  | Eredmény | Helyezés |
| -------------------------- | ------------- | --------- | --------- | -------- | -------- |
| Nelė Savickytė-Žilinskienė | Magasugrás    | 193 cm    | 1.        | 196 cm   | 5.**     |
| Rita Ramanauskaitė         | Gerelyhajítás | 56,94 m   | 22.       | kiesett  | kiesett  |

| Versenyző            | Versenyszám | 100 m gát | 100 m gát | Magasugrás | Magasugrás | Súlylökés | Súlylökés | 200 m | 200 m | Távolugrás | Távolugrás | Gerelyhajítás | Gerelyhajítás | 800 m   | 800 m | Végeredmény | Végeredmény |
| Versenyző            | Versenyszám | Idő       | Pont      | Eredmény   | Pont       | Eredmény  | Pont      | Idő   | Pont  | Eredmény   | Pont       | Eredmény      | Pont          | Idő     | Pont  | Pont        | Helyezés    |
| -------------------- | ----------- | --------- | --------- | ---------- | ---------- | --------- | --------- | ----- | ----- | ---------- | ---------- | ------------- | ------------- | ------- | ----- | ----------- | ----------- |
| Remigija Nazarovienė | Hétpróba    | 13,59     | 1037      | 174 cm     | 903        | 13,83 m   | 783       | 24,51 | 932   | 633 cm     | 953        | 42,68 m       | 719           | 2:12,61 | 927   | 6254        | 10.         |

** - két másik versenyzővel azonos eredményt ért el<

## Birkózás
Kötöttfogású
| Versenyző            | Versenyszám | 32-es főtábla               | Nyolcaddöntő      | Negyeddöntő       | Elődöntő          | Vigaszág 2. kör              | Vigaszág 3. kör                  | Vigaszág 4. kör   | Vigaszág 5. kör   | Vigaszág 6. kör   | Bronz- mérkőzés   | Döntő             | Helyezés |
| Versenyző            | Versenyszám | Ellenfél Eredmény           | Ellenfél Eredmény | Ellenfél Eredmény | Ellenfél Eredmény | Ellenfél Eredmény            | Ellenfél Eredmény                | Ellenfél Eredmény | Ellenfél Eredmény | Ellenfél Eredmény | Ellenfél Eredmény | Ellenfél Eredmény | Helyezés |
| -------------------- | ----------- | --------------------------- | ----------------- | ----------------- | ----------------- | ---------------------------- | -------------------------------- | ----------------- | ----------------- | ----------------- | ----------------- | ----------------- | -------- |
| Ruslanas Vartanovas  | 52 kg       | Nurim Gyuszenov (KAZ) · 1–4 |                   |                   |                   | Tiebiri Godswill (NGR) · 4–0 | Alfred Ter-Mkrtchyan (GER) · 0–8 | kiesett           | kiesett           | kiesett           | kiesett           |                   | 14.      |
| Remigijus Šukevičius | 57 kg       | Ruszlan Hakimov (UKR) · 1–5 |                   |                   |                   | Nabil Salhi (TUN) · 11–0     | Szarkisz Elngian (GRE) · 5–6     | kiesett           | kiesett           | kiesett           | kiesett           |                   | 12.      |

Szabadfogású
| Versenyző            | Versenyszám | 32-es főtábla              | Nyolcaddöntő               | Negyeddöntő       | Elődöntő          | Vigaszág 2. kör   | Vigaszág 3. kör                 | Vigaszág 4. kör              | Vigaszág 5. kör   | Vigaszág 6. kör   | Bronz- mérkőzés   | Döntő             | Helyezés |
| Versenyző            | Versenyszám | Ellenfél Eredmény          | Ellenfél Eredmény          | Ellenfél Eredmény | Ellenfél Eredmény | Ellenfél Eredmény | Ellenfél Eredmény               | Ellenfél Eredmény            | Ellenfél Eredmény | Ellenfél Eredmény | Ellenfél Eredmény | Ellenfél Eredmény | Helyezés |
| -------------------- | ----------- | -------------------------- | -------------------------- | ----------------- | ----------------- | ----------------- | ------------------------------- | ---------------------------- | ----------------- | ----------------- | ----------------- | ----------------- | -------- |
| Ričardas Pauliukonis | 90 kg       | Louis Purcell (ASA) · 11–0 | Melvin Douglas (USA) · 0–5 |                   |                   |                   | Bashir Bhola Bhala (PAK) · 12–0 | Eldar Kurtanidze (GEO) · 1–5 | kiesett           | kiesett           | kiesett           |                   | 9.       |

## Cselgáncs
Férfi
| Versenyző              | Versenyszám | Selejtező         | 32-es főtábla          | Nyolcaddöntő           | Negyeddöntő                | Elődöntő          | Vigaszág első kör | Vigaszág negyeddöntő  | Vigaszág elődöntő | Bronz- mérkőzés   | Döntő             | Helyezés |
| Versenyző              | Versenyszám | Ellenfél Eredmény | Ellenfél Eredmény      | Ellenfél Eredmény      | Ellenfél Eredmény          | Ellenfél Eredmény | Ellenfél Eredmény | Ellenfél Eredmény     | Ellenfél Eredmény | Ellenfél Eredmény | Ellenfél Eredmény | Helyezés |
| ---------------------- | ----------- | ----------------- | ---------------------- | ---------------------- | -------------------------- | ----------------- | ----------------- | --------------------- | ----------------- | ----------------- | ----------------- | -------- |
| Algimantas Merkevičius | Középsúly   | erőnyerő          | Petr Lacina (CZE) · GY | Brian Olson (USA) · GY | Armen Bagdasarov (UZB) · V |                   |                   | Oleg Malcev (RUS) · V | kiesett           | kiesett           |                   | 9.       |

## Evezés
Férfi
| Versenyző                     | Versenyszám              | Előfutam | Előfutam | Vigaszág | Vigaszág | Elődöntő | Elődöntő | Elődöntő | Döntő | Döntő   | Döntő | Helyezés |
| Versenyző                     | Versenyszám              | Idő      | Hely.    | Idő      | Hely.    | Típus    | Idő      | Hely.    | Típus | Idő     | Hely. | Helyezés |
| ----------------------------- | ------------------------ | -------- | -------- | -------- | -------- | -------- | -------- | -------- | ----- | ------- | ----- | -------- |
| Juozas Bagdonas Einius Petkus | Kormányos nélküli kettes | 6:45,92  | 5.       | 7:10,47  | 2.       | A/B      | 6:57,75  | 5.       | B     | 6:38,12 | 4.    | 10.      |

Női
| Versenyző         | Versenyszám  | Előfutam | Előfutam | Vigaszág | Vigaszág | Elődöntő | Elődöntő | Elődöntő | Döntő | Döntő   | Döntő | Helyezés |
| Versenyző         | Versenyszám  | Idő      | Hely.    | Idő      | Hely.    | Típus    | Idő      | Hely.    | Típus | Idő     | Hely. | Helyezés |
| ----------------- | ------------ | -------- | -------- | -------- | -------- | -------- | -------- | -------- | ----- | ------- | ----- | -------- |
| Birutė Šakickienė | Egypárevezős | 8:21,78  | 4.       | 8:41,08  | 4.       |          |          |          | C     | 8:17,80 | 2.    | 14.      |

## Kajak-kenu

### Síkvízi
Férfi
| Versenyző                       | Versenyszám         | Előfutam | Előfutam | Előfutam | Vigaszág | Vigaszág | Vigaszág | Elődöntő | Elődöntő | Elődöntő | Döntő   | Döntő    |
| Versenyző                       | Versenyszám         | Idő      | Hely.    | Össz.    | Idő      | Hely.    | Össz.    | Idő      | Hely.    | Össz.    | Idő     | Helyezés |
| ------------------------------- | ------------------- | -------- | -------- | -------- | -------- | -------- | -------- | -------- | -------- | -------- | ------- | -------- |
| Vidas Kupčinskas Vaidas Mizeras | Kajak kettes 500 m  | 1:36,685 | 5.       | 14.      | 1:40,500 | 3.       | 9.       | 1:32,693 | 8.       | 15.      | kiesett | kiesett  |
| Vidas Kupčinskas Vaidas Mizeras | Kajak kettes 1000 m | 3:51,842 | 7.       | 20.      | 3:38,428 | 4.       | 10.      | 3:24,462 | 8.       | 16.      | kiesett | kiesett  |

## Kerékpározás

### Országúti kerékpározás
Férfi
| Versenyző            | Versenyszám   | Idő                | Helyezés      |
| -------------------- | ------------- | ------------------ | ------------- |
| Raimondas Rumšas     | Mezőnyverseny | nem ért célba      | nem ért célba |
| Raimondas Vilčinskas | Mezőnyverseny | nem ért célba      | nem ért célba |
| Linas Balčiūnas      | Mezőnyverseny | nem ért célba      | nem ért célba |
| Jonas Romanovas      | Mezőnyverseny | nem ért célba      | nem ért célba |
| Remigijus Lupeikis   | Mezőnyverseny | 4:56:52 (+2:56)    | 95.           |
| Remigijus Lupeikis   | Időfutam      | 1:11:03 (+0:06:58) | 28.           |
| Artūras Kasputis     | Időfutam      | 1:09:39 (+0:05:34) | 21.           |

Női
| Versenyző             | Versenyszám   | Idő                | Helyezés      |
| --------------------- | ------------- | ------------------ | ------------- |
| Jolanta Polikevičiūtė | Időfutam      | 0:38:27 (+0:01:47) | 7.            |
| Jolanta Polikevičiūtė | Mezőnyverseny | 2:37:06 (+0:53)    | 5.            |
| Diana Žiliūtė         | Mezőnyverseny | nem ért célba      | nem ért célba |
| Rasa Polikevičiūtė    | Mezőnyverseny | 2:37:06 (+0:53)    | 12.           |
| Rasa Polikevičiūtė    | Időfutam      | 0:38:53 (+0:02:13) | 12.           |

### Pálya-kerékpározás
Sprintversenyek
| Versenyző     | Versenyszám | Selejtező | Selejtező | 1. forduló           | Vigaszág               | Vigaszág | Negyeddöntő          | 5–8. helyért           | 5–8. helyért | Elődöntő             | Döntő                | Helyezés |
| Versenyző     | Versenyszám | Idő       | Hely.     | Ellenfél Győztes idő | Ellenfelek Győztes idő | Hely.    | Ellenfél Győztes idő | Ellenfelek Győztes idő | Hely.        | Ellenfél Győztes idő | Ellenfél Győztes idő | Helyezés |
| ------------- | ----------- | --------- | --------- | -------------------- | ---------------------- | -------- | -------------------- | ---------------------- | ------------ | -------------------- | -------------------- | -------- |
| Rita Razmaitė | Női egyéni  | 11,971    | 13.       | kiesett              | kiesett                | kiesett  | kiesett              | kiesett                | kiesett      | kiesett              | kiesett              | kiesett  |

Üldözőversenyek
| Versenyző                                                                | Versenyszám  | Selejtező | Selejtező | Negyeddöntő                     | Negyeddöntő | Elődöntő     | Elődöntő  | Döntő        | Döntő     | Helyezés |
| Versenyző                                                                | Versenyszám  | Idő       | Hely.     | Ellenfél Idő                    | Saját idő   | Ellenfél Idő | Saját idő | Ellenfél Idő | Saját idő | Helyezés |
| ------------------------------------------------------------------------ | ------------ | --------- | --------- | ------------------------------- | ----------- | ------------ | --------- | ------------ | --------- | -------- |
| Artūras Kasputis                                                         | Férfi egyéni | 4:33,748  | 10.       | kiesett                         | kiesett     | kiesett      | kiesett   | kiesett      | kiesett   | 10.      |
| Artūras Kasputis Remigijus Lupeikis Mindaugas Umaras Artūras Trumpauskas | Férfi csapat | 4:16,050  | 11.       | kiesett                         | kiesett     | kiesett      | kiesett   | kiesett      | kiesett   | 11.      |
| Rasa Mažeikytė                                                           | Női egyéni   | 3:43,590  | 7.        | Marion Clignet (FRA) · 3:36,446 | 3:42,129    | kiesett      | kiesett   | kiesett      | kiesett   | 6.       |

Pontversenyek
| Név                | Versenyszám       | Pont          | Körhátrány    | Helyezés      |
| ------------------ | ----------------- | ------------- | ------------- | ------------- |
| Remigijus Lupeikis | Férfi pontverseny | 4             | -1            | 13.           |
| Rita Razmaitė      | Női pontverseny   | nem ért célba | nem ért célba | nem ért célba |

## Kosárlabda

### Férfi
| Litván férfi kosárlabdacsapat-játékoskeret                                                                              | Litván férfi kosárlabdacsapat-játékoskeret                                                                          |
| --- | --- |
| - Artūras Karnišovas - Arvydas Sabonis - Darius Lukminas - Eurelijus Žukauskas - Gintaras Einikis - Mindaugas Žukauskas | - Rimas Kurtinaitis - Rytis Vaišvila - Šarūnas Marčiulionis - Saulius Štombergas - Tomas Pačėsas - Andrius Jurkūnas |

#### Eredmények
Csoportkör
A csoport
| Csapat                 | M | Gy | V | P+  | P–  | Pk   | P  |
| ---------------------- | - | -- | - | --- | --- | ---- | -- |
| Egyesült Államok (USA) | 5 | 5  | 0 | 522 | 345 | +177 | 10 |
| Litvánia (LTU)         | 5 | 3  | 2 | 427 | 354 | +73  | 8  |
| Horvátország (CRO)     | 5 | 3  | 2 | 422 | 386 | +36  | 8  |
| Kína (CHN)             | 5 | 2  | 3 | 360 | 502 | –142 | 7  |
| Argentína (ARG)        | 5 | 2  | 3 | 351 | 396 | –45  | 7  |
| Angola (ANG)           | 5 | 0  | 5 | 280 | 379 | –99  | 5  |

| 1996. július 20. | Litvánia (LTU)                    | 83–81 (h. u.) | Horvátország (CRO) | Atlanta Játékvezetők: Miguel Betancor Leon (ESP), Jose Lapaix Guance (DOM) |
| 1996. július 20. | (37–31, 66–66, 72–72) Jegyzőkönyv |               |                    | Atlanta Játékvezetők: Miguel Betancor Leon (ESP), Jose Lapaix Guance (DOM) |
| 1996. július 20. | Sabonis 20                        | Pont          | Kukoč 33           | Atlanta Játékvezetők: Miguel Betancor Leon (ESP), Jose Lapaix Guance (DOM) |
| 1996. július 20. | Sabonis 14                        | Lepattanó     | Rađa 12            | Atlanta Játékvezetők: Miguel Betancor Leon (ESP), Jose Lapaix Guance (DOM) |
| 1996. július 20. | Vaišvila 6                        | Gólpassz      | Kukoč 6            | Atlanta Játékvezetők: Miguel Betancor Leon (ESP), Jose Lapaix Guance (DOM) |

| 1996. július 22. | Argentína (ARG)     | 65–61     | Litvánia (LTU) | Atlanta Játékvezetők: Carl Jungebrand (FIN), Juan Figueroa (PUR) |
| 1996. július 22. | (31–25) Jegyzőkönyv |           |                | Atlanta Játékvezetők: Carl Jungebrand (FIN), Juan Figueroa (PUR) |
| 1996. július 22. | Espil 25            | Pont      | Sabonis 30     | Atlanta Játékvezetők: Carl Jungebrand (FIN), Juan Figueroa (PUR) |
| 1996. július 22. | Espil 6             | Lepattanó | Sabonis 11     | Atlanta Játékvezetők: Carl Jungebrand (FIN), Juan Figueroa (PUR) |
| 1996. július 22. | Milanesio 6         | Gólpassz  | Marčiulionis 8 | Atlanta Játékvezetők: Carl Jungebrand (FIN), Juan Figueroa (PUR) |

| 1996. július 24. | Litvánia (LTU)        | 82–104    | Egyesült Államok (USA) | Atlanta Játékvezetők: Wieslaw Zych (POL), Jose Reyes Ronfini (MEX) |
| 1996. július 24. | (42–50) Jegyzőkönyv   |           |                        | Atlanta Játékvezetők: Wieslaw Zych (POL), Jose Reyes Ronfini (MEX) |
| 1996. július 24. | Einikis 21            | Pont      | Barkley 16             | Atlanta Játékvezetők: Wieslaw Zych (POL), Jose Reyes Ronfini (MEX) |
| 1996. július 24. | Karnišovas, Einikis 7 | Lepattanó | Barkley 5              | Atlanta Játékvezetők: Wieslaw Zych (POL), Jose Reyes Ronfini (MEX) |
| 1996. július 24. | Pačėsas 5             | Gólpassz  | Stockton, Payton 4     | Atlanta Játékvezetők: Wieslaw Zych (POL), Jose Reyes Ronfini (MEX) |

| 1996. július 26. | Angola (ANG)        | 49–85     | Litvánia (LTU) | Atlanta Játékvezetők: Jose Pelissari (BRA), Robert Barnett (AUS) |
| 1996. július 26. | (21–37) Jegyzőkönyv |           |                | Atlanta Játékvezetők: Jose Pelissari (BRA), Robert Barnett (AUS) |
| 1996. július 26. | Â. Victoriano 18    | Pont      | Karnišovas 20  | Atlanta Játékvezetők: Jose Pelissari (BRA), Robert Barnett (AUS) |
| 1996. július 26. | Moreira, Dias 6     | Lepattanó | Sabonis 10     | Atlanta Játékvezetők: Jose Pelissari (BRA), Robert Barnett (AUS) |
| 1996. július 26. | A. Carvalho 4       | Gólpassz  | Sabonis 8      | Atlanta Játékvezetők: Jose Pelissari (BRA), Robert Barnett (AUS) |

| 1996. július 28. | Kína (CHN)                     | 55–116    | Litvánia (LTU) | Atlanta Játékvezetők: Jose Reyes Ronfini (MEX), Juan Figueroa (PUR) |
| 1996. július 28. | (23–53) Jegyzőkönyv            |           |                | Atlanta Játékvezetők: Jose Reyes Ronfini (MEX), Juan Figueroa (PUR) |
| 1996. július 28. | Vang Cse-cse (Wang Zhizhi) 18  | Pont      | Štombergas 19  | Atlanta Játékvezetők: Jose Reyes Ronfini (MEX), Juan Figueroa (PUR) |
| 1996. július 28. | Vang Cse-cse (Wang Zhizhi) 5   | Lepattanó | Einikis 9      | Atlanta Játékvezetők: Jose Reyes Ronfini (MEX), Juan Figueroa (PUR) |
| 1996. július 28. | Li Hsziao-jung (Li Xiaoyong) 4 | Gólpassz  | Marčiulionis 7 | Atlanta Játékvezetők: Jose Reyes Ronfini (MEX), Juan Figueroa (PUR) |

Negyeddöntő
| 1996. július 30. 10:00 | Litvánia (LTU)      | 99–66     | Görögország (GRE) | Atlanta Játékvezetők: Miguel Betancor Leon (ESP), Raul Chaves Sagel (ARG) |
| 1996. július 30. 10:00 | (45–19) Jegyzőkönyv |           |                   | Atlanta Játékvezetők: Miguel Betancor Leon (ESP), Raul Chaves Sagel (ARG) |
| 1996. július 30. 10:00 | Marčiulionis 16     | Pont      | Szigálasz 18      | Atlanta Játékvezetők: Miguel Betancor Leon (ESP), Raul Chaves Sagel (ARG) |
| 1996. július 30. 10:00 | Sabonis 11          | Lepattanó | Rendziász 4       | Atlanta Játékvezetők: Miguel Betancor Leon (ESP), Raul Chaves Sagel (ARG) |
| 1996. július 30. 10:00 | Marčiulionis 7      | Gólpassz  | Szigálasz 5       | Atlanta Játékvezetők: Miguel Betancor Leon (ESP), Raul Chaves Sagel (ARG) |

Elődöntő
| 1996. augusztus 1. 20:00 | Jugoszlávia (SCG)   | 66–58     | Litvánia (LTU) | Atlanta Játékvezetők: Wieslaw Zych (POL), Jose Lapaix Guance (DOM) |
| 1996. augusztus 1. 20:00 | (35–31) Jegyzőkönyv |           |                | Atlanta Játékvezetők: Wieslaw Zych (POL), Jose Lapaix Guance (DOM) |
| 1996. augusztus 1. 20:00 | Danilović 19        | Pont      | Kurtinaitis 22 | Atlanta Játékvezetők: Wieslaw Zych (POL), Jose Lapaix Guance (DOM) |
| 1996. augusztus 1. 20:00 | Divac 8             | Lepattanó | Sabonis 13     | Atlanta Játékvezetők: Wieslaw Zych (POL), Jose Lapaix Guance (DOM) |
| 1996. augusztus 1. 20:00 | Bodiroga 4          | Gólpassz  | Marčiulionis 6 | Atlanta Játékvezetők: Wieslaw Zych (POL), Jose Lapaix Guance (DOM) |

Bronzmérkőzés
| 1996. augusztus 3. 20:00 | Litvánia (LTU)      | 80–74     | Ausztrália (AUS) | Atlanta Játékvezetők: Joseph Derosa (USA), Juan Figueroa (PUR) |
| 1996. augusztus 3. 20:00 | (36–34) Jegyzőkönyv |           |                  | Atlanta Játékvezetők: Joseph Derosa (USA), Juan Figueroa (PUR) |
| 1996. augusztus 3. 20:00 | Sabonis 30          | Pont      | Gaze 25          | Atlanta Játékvezetők: Joseph Derosa (USA), Juan Figueroa (PUR) |
| 1996. augusztus 3. 20:00 | Sabonis 13          | Lepattanó | Bradtke 5        | Atlanta Játékvezetők: Joseph Derosa (USA), Juan Figueroa (PUR) |
| 1996. augusztus 3. 20:00 | Marčiulionis 9      | Gólpassz  | Heal 5           | Atlanta Játékvezetők: Joseph Derosa (USA), Juan Figueroa (PUR) |

| Csapat         | Helyezés |
| -------------- | -------- |
| Litvánia (LTU) |          |

## Ökölvívás
| Versenyző               | Versenyszám | Selejtező                 | Nyolcaddöntő             | Negyeddöntő       | Elődöntő          | Döntő             | Helyezés |
| Versenyző               | Versenyszám | Ellenfél Eredmény         | Ellenfél Eredmény        | Ellenfél Eredmény | Ellenfél Eredmény | Ellenfél Eredmény | Helyezés |
| ----------------------- | ----------- | ------------------------- | ------------------------ | ----------------- | ----------------- | ----------------- | -------- |
| Vitalijus Karpačiauskas | Váltósúly   | Hassan Mzonge (TAN) · 9–1 | Kamel Chater (TUN) · RSC | kiesett           | kiesett           | kiesett           | 9.       |

RSC - a mérkőzésvezető megállította a mérkőzést

## Öttusa
| Versenyző              | Lövészet | Lövészet | Lövészet | Úszás   | Úszás | Úszás | Vívás    | Vívás | Vívás | Lovaglás | Lovaglás | Lovaglás | Lovaglás | Futás     | Futás | Futás | Összesen    | Összesen |
| Versenyző              | Pontszám | Pont     | Hely.    | Idő     | Pont  | Hely. | Eredmény | Pont  | Hely. | Idő      | Hibapont | Pont     | Hely.    | Idő       | Pont  | Hely. | Összes pont | Helyezés |
| ---------------------- | -------- | -------- | -------- | ------- | ----- | ----- | -------- | ----- | ----- | -------- | -------- | -------- | -------- | --------- | ----- | ----- | ----------- | -------- |
| Andrejus Zadneprovskis | 163      | 892      | 32.      | 3:19,69 | 1276  | 12.   | 17–14    | 840   | 13.   | 1:09,85  | 30       | 1070     | 4.       | 12:40,730 | 1285  | 4.    | 5363        | 13.      |

## Sportlövészet
Női
| Versenyző            | Versenyszám | Selejtező | Selejtező | Döntő   | Döntő    |
| Versenyző            | Versenyszám | Pont      | Helyezés  | Pont    | Helyezés |
| -------------------- | ----------- | --------- | --------- | ------- | -------- |
| Daina Gudzinevičiūtė | Dupla trap  | 101       | 10.       | kiesett | kiesett  |

## Súlyemelés
| Versenyző           | Versenyszám | Szakítás | Szakítás | Lökés    | Lökés    | Összesen | Helyezés |
| Versenyző           | Versenyszám | Eredmény | Helyezés | Eredmény | Helyezés | Összesen | Helyezés |
| ------------------- | ----------- | -------- | -------- | -------- | -------- | -------- | -------- |
| Ramūnas Vyšniauskas | 91 kg       | 140,0    | 23.      | 175,0    | 23.      | 315,0    | 23.      |

## Torna

### Ritmikus gimnasztika
| Versenyző              | Versenyszám | Selejtező | Selejtező | Elődöntő | Elődöntő | Döntő   | Döntő    |
| Versenyző              | Versenyszám | Pont      | Hely.     | Pont     | Hely.    | Pont    | Helyezés |
| ---------------------- | ----------- | --------- | --------- | -------- | -------- | ------- | -------- |
| Kristina Kliukevičiūtė | Egyéni      | 35,747    | 37.       | kiesett  | kiesett  | kiesett | kiesett  |

## Úszás
Férfi
| Versenyző                                                            | Versenyszám            | Előfutam | Előfutam | Előfutam | Döntő   | Döntő   | Döntő   | Helyezés |
| Versenyző                                                            | Versenyszám            | Idő      | Hely.    | Össz.    | Típus   | Idő     | Hely.   | Helyezés |
| -------------------------------------------------------------------- | ---------------------- | -------- | -------- | -------- | ------- | ------- | ------- | -------- |
| Raimundas Mažuolis                                                   | 50 m gyors             | 22,98    | 6.       | 18.*     | kiesett | kiesett | kiesett | kiesett  |
| Raimundas Mažuolis                                                   | 100 m gyors            | 50,27    | 1.       | 14.*     | kiesett | kiesett | kiesett | kiesett  |
| Darius Grigalionis                                                   | 100 m hát              | 56,20    | 1.       | 12.      | B       | 56,33   | 5.      | 13.      |
| Mindaugas Špokas                                                     | 100 m hát              | 57,20    | 7.       | 28.      | kiesett | kiesett | kiesett | kiesett  |
| Arūnas Savickas                                                      | 200 m hát              | 2:04,38  | 1.       | 22.      | kiesett | kiesett | kiesett | kiesett  |
| Nerijus Beiga                                                        | 100 m mell             | 1:04,45  | 4.       | 28.      | kiesett | kiesett | kiesett | kiesett  |
| Nerijus Beiga                                                        | 200 m mell             | 2:23,40  | 8.       | 32.      | kiesett | kiesett | kiesett | kiesett  |
| Mindaugas Bružas                                                     | 100 m pillangó         | 57,10    | 3.       | 54.      | kiesett | kiesett | kiesett | kiesett  |
| Mindaugas Bružas                                                     | 200 m pillangó         | 2:03,76  | 2.       | 32.      | kiesett | kiesett | kiesett | kiesett  |
| Nerijus Beiga Mindaugas Bružas Darius Grigalionis Raimundas Mažuolis | 4 × 100 m vegyes váltó | 3:51,31  | 4.       | 18.      | kiesett | kiesett | kiesett | kiesett  |

Női
| Versenyző       | Versenyszám    | Előfutam | Előfutam | Előfutam | Döntő   | Döntő   | Döntő   | Helyezés |
| Versenyző       | Versenyszám    | Idő      | Hely.    | Össz.    | Típus   | Idő     | Hely.   | Helyezés |
| --------------- | -------------- | -------- | -------- | -------- | ------- | ------- | ------- | -------- |
| Laura Petrutytė | 200 m gyors    | 2:09,78  | 2.       | 41.      | kiesett | kiesett | kiesett | kiesett  |
| Laura Petrutytė | 50 m gyors     | 26,13    | 1.       | 15.      | B       | 26,36   | 8.      | 16.      |
| Dita Želvienė   | 50 m gyors     | 26,55    | 8.       | 31.      | kiesett | kiesett | kiesett | kiesett  |
| Dita Želvienė   | 100 m gyors    | 58,57    | 8.       | 37.      | kiesett | kiesett | kiesett | kiesett  |
| Dita Želvienė   | 100 m pillangó | 1:04,63  | 2.       | 39.      | kiesett | kiesett | kiesett | kiesett  |

* - egy másik versenyzővel azonos eredményt ért el